# Mailand–Sanremo 1954
Mailand–Sanremo 1954 war die 45. Austragung von Mailand–Sanremo, einem italienischen Eintagesrennen im Berufsradsport. Es wurde am 19. März 1953 über eine Distanz von 288 km ausgetragen. Sieger wurde Rik Van Steenbergen aus Belgien.

## Rennverlauf
Bei nassem und kaltem Wetter brachte keiner der Favoriten die Initiative für einen Fluchtversuch auf. Lange führte der Italiener Donato Pinazza das Rennen an, nachdem er bei Kilometer 90 erfolgreich eine Soloflucht initiiert hatte. Beim Kilometer 210 wurde er von zehn Fahrern eingeholt, darunter Stan Ockers. Da in der Spitzengruppe einige Fahrer vertreten waren, die auf ihre Kapitäne warteten, kam keine konstruktive Führungsarbeit auf. Rund 1.000 Meter vor dem Zielband kam das Verfolgerfeld an die Spitze heran. Im Endsprint der 60 Fahrer umfassenden Gruppe war Van Steenbergen stark genug, um seine Kontrahenten mit drei Radlängen zu schlagen.

## Ergebnis
| Rang | Fahrer              | Team                  | Zeit      |
| ---- | ------------------- | --------------------- | --------- |
| 1    | Rik Van Steenbergen | Girardengo-Eldorado   | 7:10:03 h |
| 2    | Francis Anastasi    | Mercier-BP-Hutchinson | gl. Zeit  |
| 3    | Giuseppe Favero     | Thompson              | gl. Zeit  |
| 4    | Fausto Coppi        | Bianchi-Pirelli       | gl. Zeit  |
| 5    | Loretto Petrucci    | Lygie-Torpado         | gl. Zeit  |
| 6    | Stan Ockers         | Girardengo-Eldorado   | gl. Zeit  |
| 7    | Désiré Keteleer     | Bianchi-Pirelli       | gl. Zeit  |
| 8    | Fiorenzo Magni      | Nivea-Fuchs           | gl. Zeit  |
| 9    | Ettore Milano       | Bianchi-Pirelli       | gl. Zeit  |
| 10   | Guido Messina       | Frejus                | gl. Zeit  |